# Igor Constantinovitch de Russie
Le prince Igor Constantinovitch, (en russe : Игор Константинович) , né à Strelna le 10 juin 1894, mort le 18 juillet 1918 à Alapaïevsk en Oural est un prince de Russie de la maison Romanov. Les princes Igor et Oleg de Russie étaient inséparables.

## Famille
Fils du grand-duc Constantin Constantinovitch de Russie (1858-1915) et de la princesse Élisabeth de Saxe-Altenbourg.

## Biographie

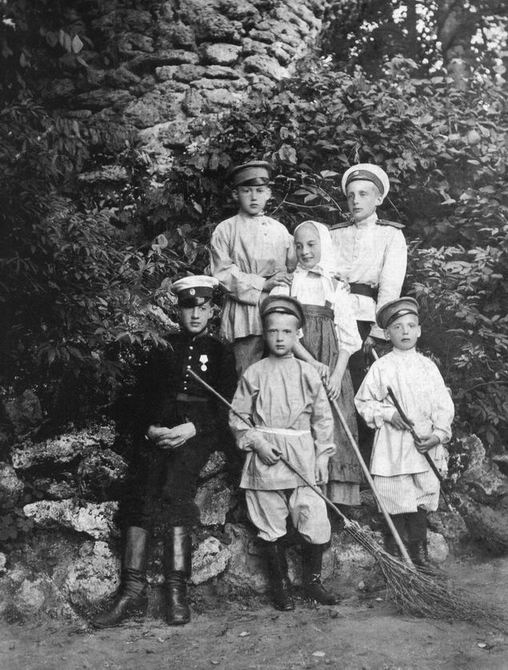
Le prince Igor entouré de ses frères et de sa sœur.

Le prince Igor reçut une éducation stricte et pieuse.

### Enfance
Selon leur âge, les quatre fils du grand-duc Constantin furent réunis en groupe de deux : les princes Ioann et Gabriel, les princes Igor et Oleg. Chacun des groupes de garçons possédait ses propres précepteurs. Oleg et son jeune frère Igor étaient des enfants inséparables qui partageaient études et jeux.

### Carrière militaire
Igor Constantinovitch de Russie était un prince très apprécié. Il fréquenta le corps des Pages de Saint-Pétersbourg puis fut incorporé dans le régiment de hussards de la Garde.

### Première Guerre mondiale
Âgé de dix-huit ans, le prince Igor fut le plus jeune des fils du grand-duc Constantin à prendre part à la Première Guerre mondiale. Comme ses frères, le prince s'y distingua, il était cornette au régiment de hussards de la Garde et devint un héros décoré. Toutefois, le prince était d'une santé fragile ; en 1915, il souffrit de pleurésie et de complications pulmonaires. Malgré cela, il retourna au front, mais ne pouvait marcher suffisamment vite et fut souvent pris de quinte de toux en crachant du sang. Dans l'incapacité de combattre, le jeune prince fut nommé aide-de-camp de Sa Majesté impériale en 1915.

### Révolution russe

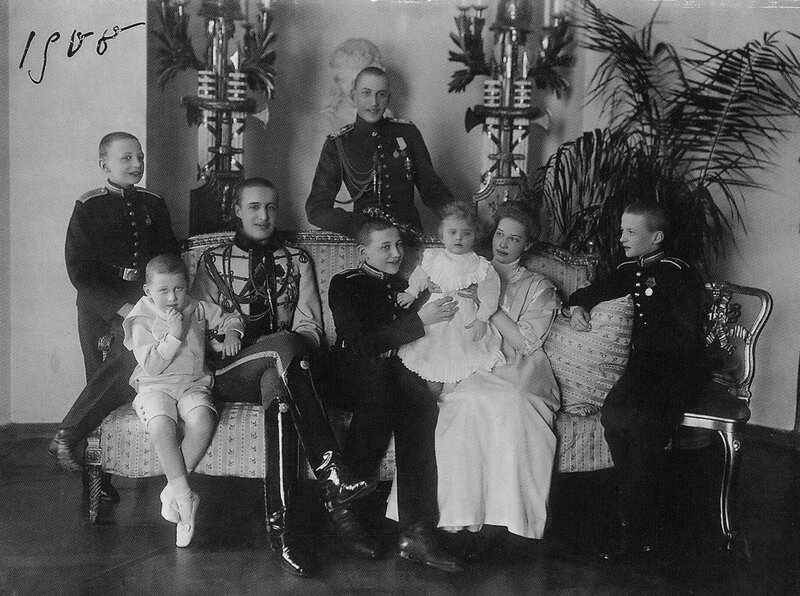
Le prince Igor Constantinovitch entrouré de ses parents, de ses frères et de sa sœur

Le prince Igor Constantinovitch de Russie fut assigné à résidence avec sa famille. Le président de la Tcheka, Moiseï Solomonovitch Ouritsky fit publier un décret dans les journaux, selon lequel chacun des membres de la famille Romanov était tenu de s'inscrire au bureau de la police secrète de Petrograd. Il leur fut notifié l'interdiction de quitter la ville de Petrograd. En mars 1918, Igor Constantinovitch fut convoqué à la Tchéka pour lui signifier son exil. Le soir du 4 avril 1918, accompagné de ses deux frères aînés, du prince Vladimir Pavlovitch Paley, du grand-duc Serge Mikhaïlovitch de Russie, de son secrétaire, Fiodor Semionovitch Remez, en gare de Petrograd, le prince monta dans le train en partance pour la ville de Viatka située en Sibérie orientale. La mère du prince, Elena Petrovna fut, quant à elle, exilée à Perm où elle rejoignit la grande-duchesse Elisabeth et son amie la religieuse Varvara Yakovleva.

#### Exil à Viatka
Lors de leur arrivée à Viatka, petite bourgade située au pied des montagnes de l'Oural. Le prince et ses compagnons furent logés dans une petite maison réquisitionnée par les révolutionnaires locaux. Cet exil fut assez agréable, le prince, ses frères, le grand-duc et son secrétaire bénéficièrent d'une certaine liberté, ils purent assister aux services religieux, se promener librement dans la ville. Très éloignée des grandes villes, Viatka n'avait pas encore subi l'influence de l'idéologie bolchévique, aussi les habitants leur témoignèrent-ils une certaine sympathie. Inquiet de cette bienveillance de la population et irrité par les pèlerinages du prince Constantin au monastère où le prince dirigeait le chœur, le 30 avril 1918, sur ordre du Soviet régional de l'Oural, le prince Igor Konstantinovitch de Russie, ses frères et les autres détenus furent transférés à Ekaterinbourg. Une bonne âme proposa au prince Igor un laissez-passer lui permettant de prendre la fuite, le jeune prince refusa cette offre, il répondit : « Je n'ai rien fait de répréhensible à l'encontre de la Russie, qu'il n'était donc pas susceptible de recourir à de telles mesures»

#### Exil à Ekaterinbourg
Après un voyage de trois jours à travers la forêt de l'Oural, le 3 mai 1918, le prince Igor arriva en gare d'Ekaterinbourg, petite bourgade minière située sur le versant oriental de la montagne de l'Oural. Le prince et les autres prisonniers furent logés dans un bâtiment crasseux, l'hôtel Atamanovka situé à quelques mètres de la maison Ipatiev, lieu de détention de Nicolas II et de sa famille et du monastère Novo-Tikhvine (Ново-Тихвинский) où étaient détenues la grande-duchesse Élisabeth et la religieuse Varvara Yakovleva. les deux religieuses rejoindront les autres prisonniers en mai 1918. Dans ce lieu de détention, les détenus occupaient une chambre unique.

#### Exil à Alapaïevsk
Le 20 mai 1918, le prince Igor Constantinovitch et les autres prisonniers arrivèrent en gare d'Alapaïevsk, petite ville aux rues non pavées située sur le versant oriental des monts Oural. Des paysans sur leurs télègues (en langue russe : телеге, telege - voiture hippomobile russe) attendaient l'arrivée des prisonniers. Les détenus furent dirigés vers l'école désaffectée Napolnaïa construite à la périphérie de la ville. (Cette bâtisse existe toujours de nos jours). À leur arrivée, chacun des prisonniers reçut une carte d'identité leur permettant de circuler dans la ville, lorsque l'un d'entre eux quittait l'école, il était tenu d'en informer la garde. Ils furent autorisés à se rendre à l'église, ils se promenèrent dans un champ bordant l'école. Ils furent autorisés à entretenir une correspondance, de temps en temps, les prisonniers prirent le thé à l'extérieur.
Le 21 juin 1918, brusquement le régime de détention se durcit pour le prince, ses frères aînés, le grand-duc Serge Mikhaïlovitch et son secrétaire et la grande-duchesse Elisabeth, sœur de la tsarine, devenue religieuse après son veuvage, son amie la religieuse Varvara Yakoleva et le prince Vladimir Pavlovitch Paley. Les personnes chargées de leur surveillance, le Conseil des travailleurs et les délégués des paysans et la Commission spéciale d'enquête d'Alapaïevsk se saisirent de presque tous leurs objets personnels : chaussures, vêtements, literie, argent et autres objets de valeur, ne leur laissant que le strict nécessaire. Les promenades en ville leur furent interdites, les rations alimentaires diminuées, en outre, il leur fut interdit d'écrire des lettres et même de recevoir de la correspondance, informés de la maladie grave de leur mère, le prince Igor et ses deux frères en furent particulièrement affligés. Dans le même temps, les Bolcheviks renvoyèrent la religieuse Ekaterina Yanysheva, deux valets de chambre, et le docteur Sergueï Mikhaïlovitch Helmersen. Dans les rares lettres adressées à sa mère, le prince Paley décrivait leurs conditions d'exilés, ils dormaient à même le sol, mais pouvaient se déplacer à leur guise, pour subvenir à leurs besoins, il cultivaient un jardinet.

### Assassinat du prince Igor
Après deux mois de captivité, à l'aube du 18 juillet 1918, les Bolcheviks amenèrent deux charrettes près de l'école Napolnaïa puis réveillèrent les prisonniers. Après leur avoir bandé les yeux et lié les mains, les gardes rouges firent monter la grande-duchesse et la religieuse Varvara Yakovleva dans la première charrette, dans la seconde, le prince Ioanne et ses deux frères, le prince Paley, le grand-duc et son secrétaire. Arrivées à proximité du puits de mine Selimskaïa situé à 18 kilomètres de la ville d'Alapaïevsk, les charrettes s'immobilisèrent. Les révolutionnaires firent descendre les prisonniers et les guidèrent vers le lieu du supplice. Les gardes rouges disposèrent une planche au-dessus du puits de mine d'une profondeur de quinze mètres puis un par un les suppliciés furent amenés sur ce petit pont de fortune, les révolutionnaires assénèrent un coup sur la tête de chaque victime et les poussèrent vivants dans le vide, à l'exception du grand-duc qui, en se débattant, fut tué d'une balle dans la tête avant d'être à son tour, jeté dans les profondeurs du puits. Dans leur chute, certaines victimes heurtèrent les parties saillantes des étais disposés dans le puits de mine. S'acharnant sur les malheureux, leurs bourreaux jetèrent des madriers et des grenades dans le puits Selimskaïa. Mais certaines victimes survécurent, comme la grande-duchesse et le prince Ioann et le prince Paley que l'on retrouva en position assise. Après une lente et longue agonie, les suppliciés d'Alapaïevsk moururent des suites de leurs blessures ou d'inanition.

## Remontée des dépouilles des suppliciés d'Alapaïevsk
Le 28 septembre 1918, les soldats de l'Armée blanche s'emparèrent de la ville d'Alapaïevsk. Le policier Malchikov donna l'ordre de retrouver les cadavres. D'après les témoignages recueillis, ils commencèrent à chercher autour des différents puits de mines. Des témoins racontèrent avoir vu « dans la nuit du 17 au 18 juillet deux charrettes tirées par des chevaux prendre la direction de l'usine de fonderie de fonte Siniatchikha » Les recherches se concentrèrent autour des mines de fer de Siniatchikha. Le 19 octobre 1918, fut retrouvée une casquette ayant appartenu à l'un des princes puis les dépouilles des victimes furent localisées. Pendant quatre jours les corps furent remontés du puits de mine :
- Le 21 octobre 1918 : la dépouille du secrétaire du grand-duc ;
- Le 22 octobre 1918 : les dépouilles de sœur Varvara Yakovleva, et du prince Paley;
- Le 23 octobre 1918 : Les dépouilles des princes Constantin et Igor de Russie et du grand-duc Serge;
- Le 24 octobre 1918 : Les dépouilles de la grande-duchesse Élisabeth et du prince Ioann.

Les dépouilles remontées elles furent soumises à un examen médical approndi et à une minutieuse autopsie. Ces différents examens démontrèrent que certaines des victimes d'Alapaïevsk décédèrent presque immédiatement après leur chute, d'autres survécurent, après une lente et douloureuse agonie ils décédèrent des suites de leurs blessures ou moururent de faim. Lors de la remontée des dépouilles, il fut démontré que la grande-duchesse à l'aide de son voile de religieuse pansa la blessure au cou du prince Ioann, quant au prince Paley, il fut retrouvé assis, il eut certainement assez de force pour se retourner et attendre une mort inéluctable.

## Causes des décès des suppliciés d'Alapaïevsk
Le médecin responsable des autopsies sur les victimes d'Alapaïevsk conclut à différentes causes de décès selon les victimes :
- Fiodor Semionovitch Remez décéda d'une hémorragie de la cavité pleurale et d'une hémorragie de la dure-mère;
- Le grand-duc Serge fut blessé par une balle de revolver venue se loger sous la dure-mère, les tissus cérébraux furent détruits provoquant une mort instantanée.
- Le prince Ioann présentait des blessures aux deux cavités pleurales et à la dure-mère, ces blessures furent causées soit lors du coup donné par les Bolcheviks avant sa chute, soit par un objet (étai) heurté lors de sa chute dans le puits de mine;
- Le prince Constantin décéda des suites d'une hémorragie des cavités pleurales et de la dure-mère, cette dernière blessure fut causée par le coup asséné par les gardes rouges, la première par un objet (étai) heurté au cours de sa chute dans le puits;
- Grande-duchesse Elisabeth décéda des suites d'une hémorragie de la dure-mère due au coup asséné par les révolutionnaires avant sa précipitation dans le puits ou par la rencontre d'un objet (étai) lors de sa chute;
- Le prince Vladimir Paley décéda des suites d'une hémorragie de la dure-mère, du cerveau et de la zone pleurale, ces blessures furent causées par un objet (étai) rencontré lors de la chute du prince dans les profondeurs du puits de mine;
- Le prince Igor Constantinovitch de Russie décéda des suites d'une hémorragie située sous la dure-mère, les os de la boîte crannienne et de sa base furent en grande partie détruits, en outre une blessure de la cavité péritonéale et de la cavité pleurale provoquèrent une grave hémorragie, ces blessures sont soit dues au coup asséné par les gardes rouges ou par des objets (étais) rencontrés lors de sa chute dans le puits de mine;
- Varavara Yakovleva décéda d'une importante blessure à la dure-mère, ces blessures purent être causées par le coup de bâton asséné par les Bolcheviks ou par des objets (étais) rencontrés lors de la chute de la religieuse dans le puits de mine[7].

Les examens médicaux, les autopsies terminées, les corps des victimes furent lavés et enveloppés d'un linceul blanc, la dépouille du prince Igor Constantinovitch, comme celles qui l'accompagnèrent dans cette horrible tragédie furent déposées dans un cercueil de bois dont l'intérieur fut recouvert d'une tôle ondulée. Après l'office religieux, ils furent inhumés dans la crypte de la cathédrale de la Trinité à Alapaïevsk.

## Le long voyage des suppliciés d'Alapaïevsk

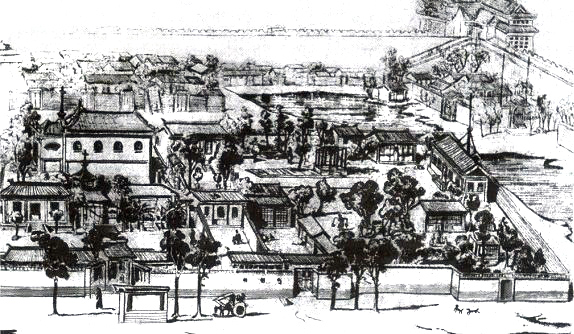
La mission orthodoxe de Pékin.

Huit mois plus tard, la retraite de l'Armée blanche devint évidente, les cercueils furent transportés à Irkoutsk. En ce lieu, les cercueils demeurèrent pendant une durée de six mois. Mais l'avancée de l'Armée rouge les obligèrent à transporter les cercueils vers l'Est. En avril 1920, les cercueils transportés à Pékin furent placés dans la crypte de la chapelle de la mission russe. Par la suite l'église fut démolie, les cercueils seraient toujours en place, enfouis sous un parking.

## La liste des victimes d'Alapaïevsk
Les victimes qui accompagnèrent le prince Igor Constantinovitch dans la mort sont les suivantes :
- La grande-duchesse Elisabeth (1864-1918), religieuse au monastère de Marthe et de Marie, veuve du grand-duc Serge Alexandrovitch de Russie assassiné le 17 février 1905 et sœur aînée de l'impératrice Alexandra;
- Le grand-duc Serge Mikhaïlovitch de Russie (1869-1918) fils du grand-duc Michel Nicolaevitch de Russie;
- le prince Ioann Constantinovitch de Russie (1886-1918), fils du grand-duc Constantin Constantinovitch de Russie (1858-1915);
- Le prince Constantin Constantinovitch de Russie (1891-1918), frère du précédent;
- Le prince Vladimir Pavlovitch Paley fils du grand-duc Paul Alexandrovitch de Russie;
- Fiodor Semionovitch Remez, secrétaire du grand-duc Serge Mikhaïlovitch de Russie;
- Sœur Varvara Yakovleva de la congrégation des religieuses de Marthe et de Marie, amie de la grande-duchesse Élisabeth.

## Canonisation
En 1981, le grand-duc Igor fut canonisé comme nouveau martyr par l'Église orthodoxe à l'étranger. En 2000, après bien des débats, l'Église orthodoxe de Russie le déclara martyr de l'oppression de l'Union soviétique.

## Réhabilitation des huit victimes d'Alapaïevsk
Le 8 juin 2009, le procureur général de Russie réhabilita le prince Igor Constantinovitch de Russie à titre posthume. « Toutes ces personnes ont été victimes de la répression sous la forme d'arrestation, de déportation et furent soumises à une surveillance des organes du KGB sans raisons », - a dit le représentant de la Justice de la fédération de Russie

## Recherche des dépouilles des suppliciés d'Alapaïevsk
Le 23 juin 2009, le représentant de la famille Romanov en Russie envisage le retour des dépouilles des suppliciés d'Alapaïevsk en Russie. Les historiens chinois et russes travaillent conjointement pour situer l'emplacement exact de l'église où furent inhumés en 1957 les restes des princes Ioann Constantinovitch de Russie, ses frères, Igor et Constantin, le prince Vladimir Paley le grand-duc Serge Mikhaïlovitch de Russie et son secrétaire Fiodor Semionovitch Remez.

## Généalogie
Igor Constantinovitch de Russie appartient à la première lignée de la Maison d'Oldenbourg-Russie (Maison de Holstein-Gottorp-Romanov), elle-même issue de la première lignée de la Maison de Holstein-Gottorp. Ces trois lignées sont issues de la première branche de la Maison d'Oldenbourg. Il appartint à la branche des Constantinovitch.

## Les sept suppliciés d'Alapaïevsk

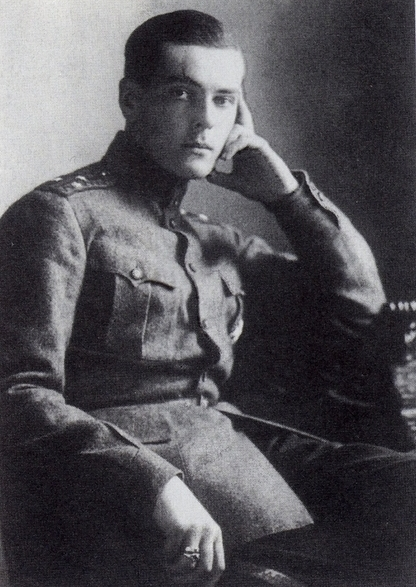
Vladimir Pavlovitch Paley (21 ans)
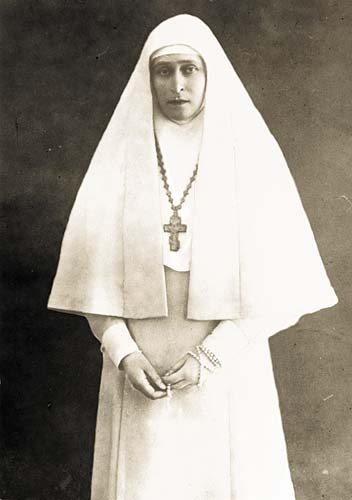
Grande-duchesse Elizaveta Fiodorovna (53 ans)
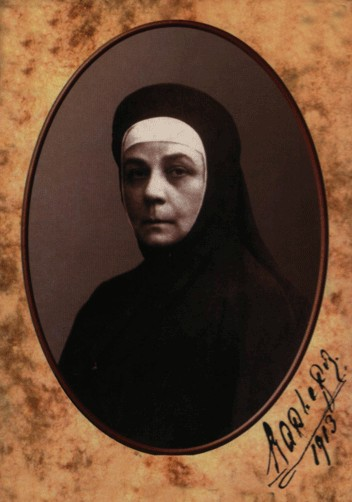
Sœur Varvara Yakovleva (35 ans)
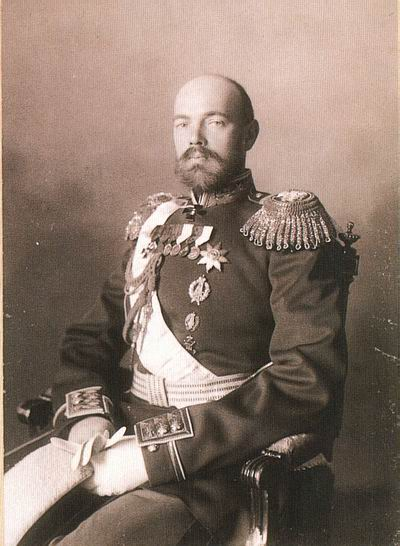
Grand-duc Sergueï Mikhaïlovitch de Russie (48 ans)
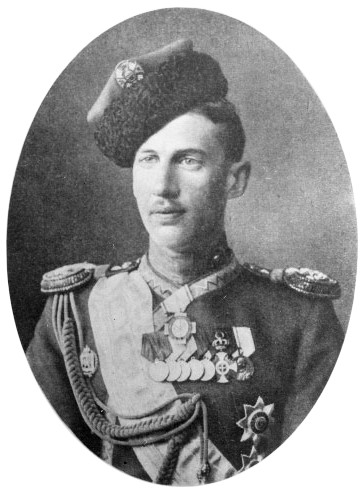
Prince Ioann Konstantinovitch de Russie (32 ans)
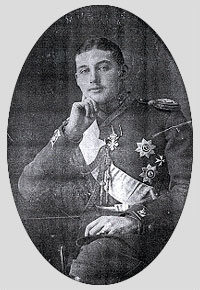
Prince Konstantin Konstantinovitch de Russie (27 ans)
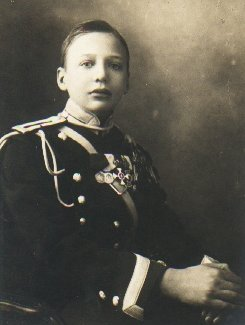
Prince Igor Konstantinovitch de Russie (24 ans)